# Mòdul de seguretat de maquinari

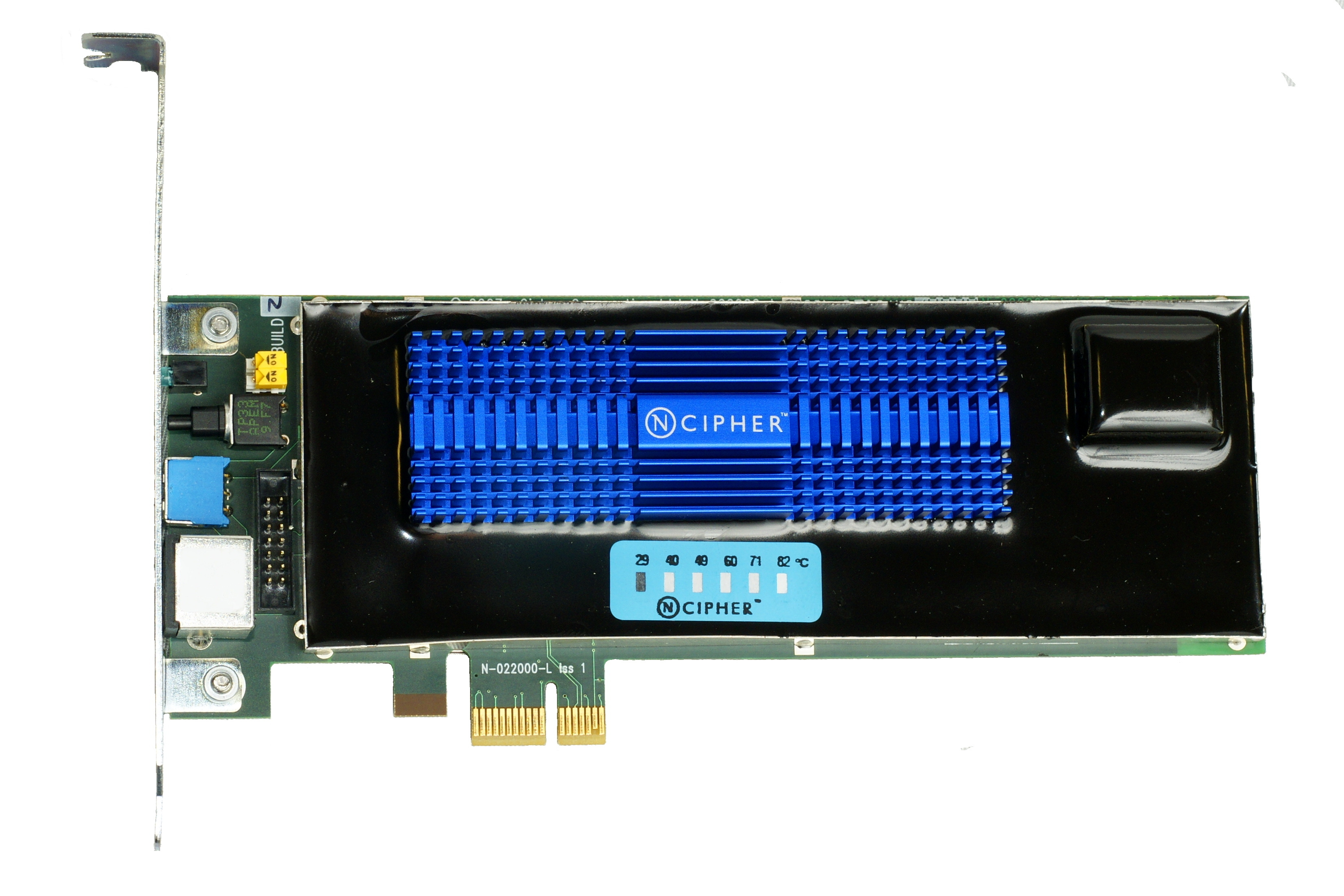
Un HSM en format PCIe

Un mòdul de seguretat de maquinari (HSM) és un dispositiu informàtic físic que salvaguarda i gestiona secrets (el més important claus digitals), realitza funcions de xifratge i desxifrat per a signatures digitals, autenticació forta i altres funcions criptogràfiques. Aquests mòduls tradicionalment es presenten en forma de targeta endollable o un dispositiu extern que es connecta directament a un ordinador o servidor de xarxa. Un mòdul de seguretat de maquinari conté un o més xips de criptoprocessador segurs.

## Disseny
Els HSM poden tenir característiques que proporcionen proves de manipulació, com ara signes visibles de manipulació o registre i alerta, o resistència a la manipulació que dificulta la manipulació sense que l'HSM no sigui operatiu, o capacitat de resposta a la manipulació, com ara la supressió de claus en detecció d'una manipulació. Cada mòdul conté un o més xips de criptoprocessador segurs per evitar la manipulació i el sondeig del bus, o una combinació de xips en un mòdul que està protegit per l'embalatge evident, resistent a manipulacions o sensible a la manipulació. La gran majoria dels HSM existents estan dissenyats principalment per gestionar claus secretes. Molts sistemes HSM tenen mitjans per fer una còpia de seguretat de les claus que gestionen fora de l'HSM. Es pot fer una còpia de seguretat de les claus embolicades i emmagatzemades en un disc de l'ordinador o un altre suport, o externament mitjançant un dispositiu portàtil segur com una targeta intel·ligent o algun altre testimoni de seguretat.
Els HSM s'utilitzen per a l'autorització i l'autenticació en temps real a la infraestructura crítica, per la qual cosa normalment s'han dissenyat per suportar models estàndard d'alta disponibilitat que inclouen clúster, migració automàtica per error i components redundants substituïbles en camp.
Alguns dels HSM disponibles al mercat tenen la capacitat d'executar mòduls especialment desenvolupats dins del recinte segur de l'HSM.  Aquesta habilitat és útil, per exemple, en els casos en què s'han d'executar algorismes especials o lògica empresarial en un entorn segur i controlat. Els mòduls es poden desenvolupar en llenguatge C natiu, NET, Java o altres llenguatges de programació.

## Certificació
A causa del paper crític que tenen a l'hora de protegir les aplicacions i la infraestructura, els HSM d'ús general i/o els mòduls criptogràfics solen estar certificats segons estàndards reconeguts internacionalment com Common Criteria (per exemple, utilitzant el perfil de protecció EN 419 221-5, "Mòdul criptogràfic per a la confiança Services") o FIPS 140 (actualment la tercera versió, sovint anomenada FIPS 140-3). Tot i que el nivell més alt de certificació de seguretat FIPS 140 possible és el nivell de seguretat 4, la majoria dels HSM tenen la certificació de nivell 3. En el sistema de criteris comuns, l'EAL (nivell de garantia d'avaluació) més alt és EAL7, la majoria dels HSM tenen la certificació EAL4+. Quan s'utilitza en aplicacions de pagaments financers, la seguretat d'un HSM sovint es valida amb els requisits HSM definits pel Consell d'estàndards de seguretat de la indústria de targetes de pagament.

## Usos
Un mòdul de seguretat de maquinari es pot utilitzar en qualsevol aplicació que utilitzi claus digitals. Normalment, les claus tindrien un gran valor, és a dir, hi hauria un impacte negatiu significatiu per al propietari de la clau si estigués compromesa.
Les funcions d'un HSM són:
- generació segura de claus criptogràfiques a bord,
- Emmagatzematge segur de claus criptogràfiques a bord, almenys per a les claus de nivell superior i més sensibles, que sovint s'anomenen claus mestres,
- gestió de claus,
- ús de material criptogràfic i de dades sensibles, per exemple, la realització de funcions de desxifrat o de signatura digital,
- supressió segura a bord del material criptogràfic i d'altres dades sensibles que gestionava.

Els HSM també es despleguen per gestionar claus transparents de xifratge de dades per a bases de dades i claus per a dispositius d'emmagatzematge com ara disc o cinta.
Alguns sistemes HSM també són acceleradors criptogràfics de maquinari. Normalment no poden superar el rendiment de les solucions només de maquinari per a operacions de clau simètrica. Tanmateix, amb un rendiment que oscil·la entre 1 i 10.000 signatures RSA de 1024 bits per segon, els HSM poden proporcionar una descàrrega important de la CPU per a operacions de clau asimètrica. Atès que l'Institut Nacional d'Estàndards i Tecnologia (NIST) recomana l'ús de claus RSA de 2.048 bits a partir de l'any 2010, el rendiment a mides de clau més llargues ha esdevingut més important. Per solucionar aquest problema, la majoria d'HSM ara admeten la criptografia de corba el·líptica (ECC), que ofereix un xifratge més fort amb claus més curtes.

## Entorn PKI (CA HSM)
En entorns PKI, els HSM poden ser utilitzats per les autoritats de certificació (CA) i les autoritats de registre (RA) per generar, emmagatzemar i gestionar parells de claus asimètriques. En aquests casos, hi ha algunes característiques fonamentals que ha de tenir un dispositiu, a saber:
- Protecció lògica i física d'alt nivell
- Esquema d'autorització d'usuari de diverses parts (vegeu compartició secreta)
- Traces d'auditoria i registre complets
- Còpia de seguretat de claus segura

D'altra banda, el rendiment del dispositiu en un entorn PKI és generalment menys important, tant en operacions en línia com fora de línia, ja que els procediments de l'autoritat de registre representen el coll d'ampolla de rendiment de la infraestructura.